# Robert Gustafsson
Pour les articles homonymes, voir Gustafsson.
Carl Robert Olof Gustafsson, né le 20 décembre 1964 à Katrineholm (Suède), est un humoriste et acteur suédois.
Membre de Killinggänget, il a parfois été appelé « l'homme le plus drôle de Suède ».

## Biographie
Robert Gustafsson est également un imitateur habile et ses nombreuses imitations incluent notamment Ingmar Bergman, Sven Wollter, Ernst-Hugo Järegård, Tony Rickardsson, Robert Aschberg et Magnus Härenstam ainsi que les anciens Premiers ministres Göran Persson et Carl Bildt.

## Controverse sur le racisme
En février 2014, l'émission satirique SNN News a diffusé un sketch dans lequel Gustavsson jouait un « représentant des Sámi », un peuple autochtone de Suède. Le sketch a été accusé de racisme contre le peuple sami, à la fois dans les médias suédois mais aussi en Norvège, où vivent la plupart des Samis. Plus de cinquante téléspectateurs ont déposé des plaintes concernant le sketch auprès de la Commission suédoise de la radiodiffusion.

## Filmographie partielle

### Au cinéma
- 1985 : Skrotnisse och hans vänner (voix)
- 1991 : Underjordens hemlighet
- 1993 : Sune's Summer
- 1993 : Drömkåken
- 1994 : Lust
- 1995 : Alfred
- 1996 : Att stjäla en tjuv
- 1997 : Les Petits Jönsson : Quel cirque ! (Lilla Jönssonligan på styva linan)
- 1999 : Screwed in Tallinn (Torsk på Tallinn) (quatre petits films)
- 2001 : Monstres et Cie (doublage en suédois : Mike Wazowski)
- 2002 : L'Âge de glace (doublage en suédois : Sid)
- 2003 : Skenbart: En film om tåg : le soldat
- 2004 : Four Shades of Brown (Fyra nyanser av brunt)
- 2005 : Robots (Robotar, doublage en suédois)
- 2006 : L'Âge de glace 2 (doublage en suédois : Sid)
- 2007 : Hjälp!
- 2009 : L'Âge de glace 3 : Le Temps des dinosaures (doublage en suédois : Sid)
- 2013 : Le Vieux qui ne voulait pas fêter son anniversaire : Allan Karlsson
- 2016 : Le Vieux qui ne voulait pas payer l'addition
- 2021 : Den Osannolika Mördaren : Stig Engström

### À la télévision
- 2005 : En decemberdröm - SVT (le calendrier de Noël à la télévision suédoise 2005)
- 2006 : Jul i Tøyengata, TvNorge (calendrier de Noël)
- 2018 : The Truth Will Out (Det som göms i snö) : Peter Wendel (série télévisée, saison 1, 8 épisodes)[5]